# Arrondissement de Lüben

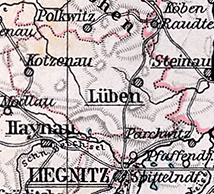
Arrondissement de Lüben, 1905

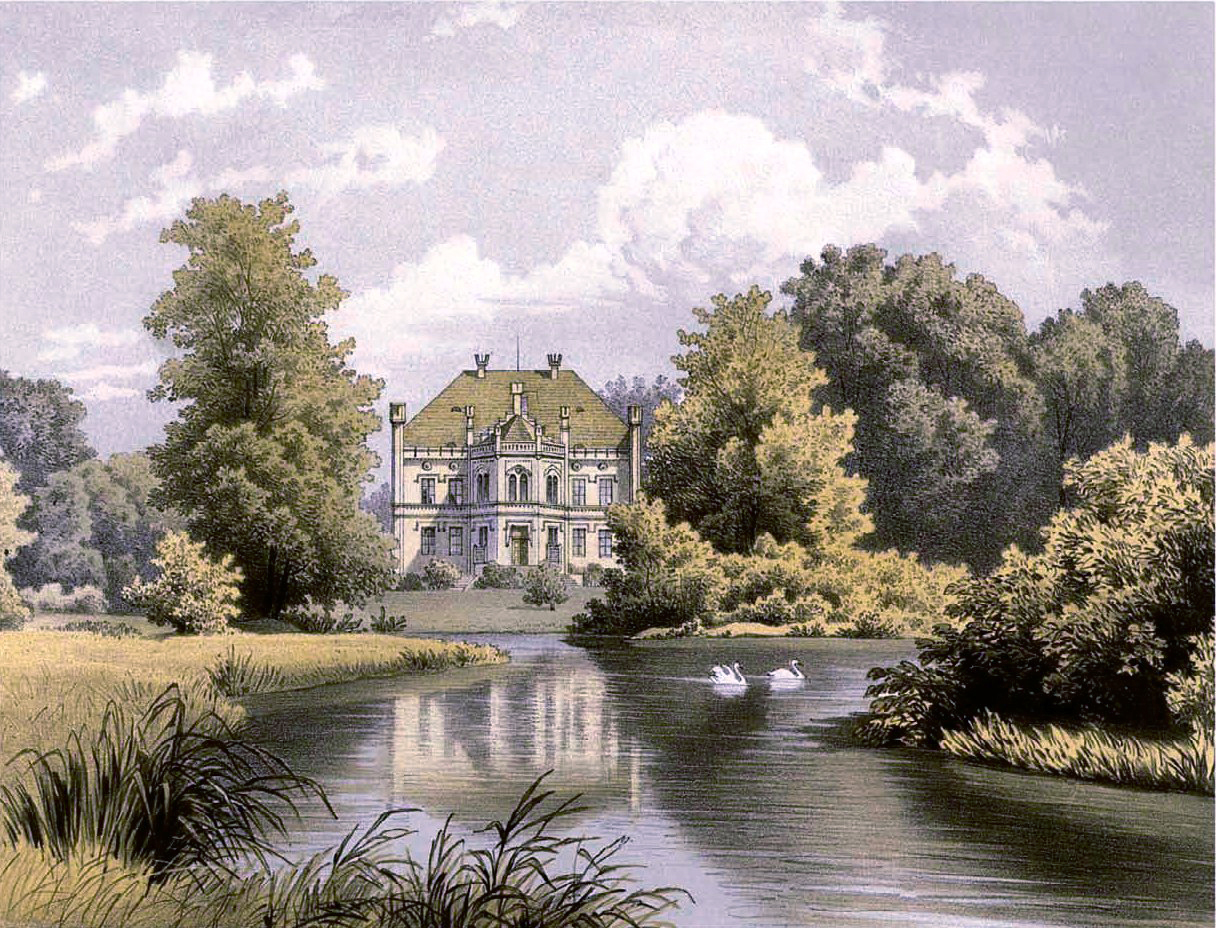
Manoir de Kaltwasser vers 1860, Collection Alexander Duncker

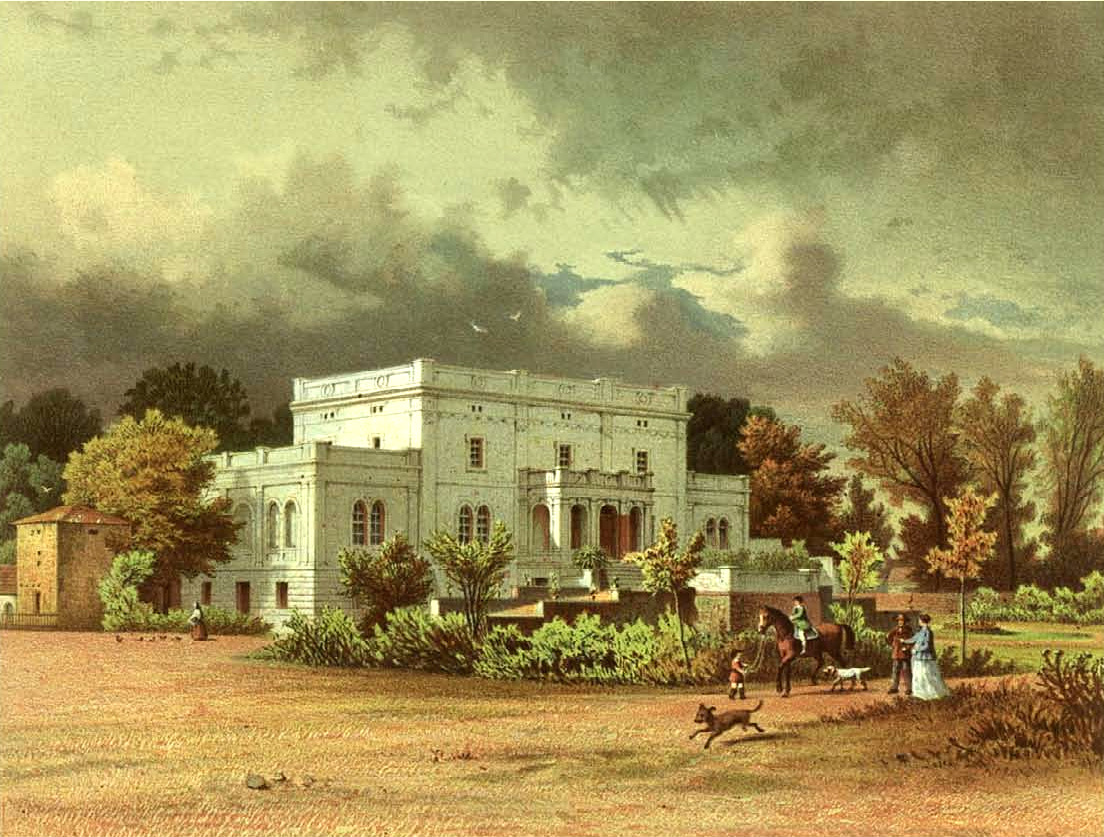
Manoir de Dittersbach vers 1860, Collection Duncker

L'arrondissement de Lüben est un arrondissement prussien de Silésie qui a existé de 1742 à 1945. Le bureau de l'arrondissement est à Lüben. L'ancien territoire de l'arrondissement fait maintenant partie de la voïvodie polonaise de Basse-Silésie.

## Histoire
Après la conquête de la majeure partie de la Silésie par la Prusse en 1741, les structures administratives prussiennes sont introduites en Basse-Silésie par l'ordre du cabinet royal du 25 novembre 1741. Celles-ci comprenaient la création de deux chambres de la guerre et du domaine à Breslau et Glogau ainsi que leur division en arrondissements et la mise en place d'administrateurs à partir du 1er janvier 1742 
Dans la principauté de Liegnitz, des arrondissements prussiens sont formés à partir des trois anciens faubourgs silésiens existants de Goldberg-Haynau, Liegnitz et Lüben. Ludwig Conrad von Schweinitz (de) est nommé premier administrateur de l'arrondissement de Lüben,. L'arrondissement est subordonné à la Chambre de guerre et de domaine de Glogau qui, dans le cadre des réformes de Stein-Hardenberg, donne naissance en 1815 au district de Liegnitz dans la province de Silésie
Lors de la réforme des arrondissements du district voisin de Breslau, le 1er janvier 1818, les villages de Herrndorf, Merschwitz et Polack sont transférés de l'arrondissement de Steinau à l'arrondissement de Lüben. Le 1er mai 1818, le bureau de l'arrondissement est transféré à Schwarzau près de Lüben.
Avec la réforme des arrondissements du 1er janvier 1820 dans le district de Liegnitz, l'arrondissement de Lüben reçoit :
- de l'arrondissement de Bunzlau le village de Jakobsdorf
- de l'arrondissement de Glogau les villages Böcken, Eisemost, Friedrichswalde, Gühlichen, Heinzendorf, Herbersdorf, Neudorf, Neuguth, Nieder Gläsersdorf, Ober Gläsersdorf, Parchau et Petersdorf
- de l'arrondissement de Goldberg-Haynau les villages de Buchwald et Fuchsmühl ainsi
- de l'arrondissement de Sprottau le village de Wengeln.

De son côté, l'arrondissement de Lüben cède à l'arrondissement de Liegnitz les villages de Bienowitz, Briese, Grünthal, Herrndorf, Hummel, Kuchelberg, Merschwitz, Mittel Langenwaldau, Nieder Langenwaldau, Ober Langenwaldau, Panthen, Pfaffendorf, Pohlschildern, Rüstern, Schönborn, Sechshufen-Langenwaldau, Schwarzvorwerk, Thiergarten et Töpferberg  L'administrateur de l'arrondissement est à nouveau basé à Lüben.
La province de Silésie est dissoute le 8 novembre 1919. La nouvelle province de Basse-Silésie est formée à partir des districts de Breslau et Liegnitz. Le 30 septembre 1929, une réforme a lieu dans l'arrondissement de Lüben, conformément au développement dans le reste de l'État libre de Prusse, dans lequel presque tous les districts de domaine sont dissous et attribués aux communes voisines. Le 1er octobre 1932, la ville de Raudten et les communes d'Alt Raudten, Brodelwitz, Gaffron, Queissen, Mlitsch, Ober Dammer, Töschwitz et Zedlitz rejoignent l'arrondissement de Lüben à partir de l'arrondissement de Steinau.
Le 1er avril 1938, les provinces prussiennes de Basse-Silésie et Haute-Silésie sont fusionnées dans la province de Silésie. Le 18 janvier 1941, la province de Silésie est dissoute. La nouvelle province de Basse-Silésie est formée à partir des districts de Breslau et Liegnitz.
Au printemps 1945, le quartier est occupé par l'Armée rouge. À l'été 1945, l'arrondissement est placé sous administration polonaise par les forces d'occupation soviétiques conformément à l'Accord de Potsdam (de). L'afflux de civils polonais commence dans l'arrondissement, dont certains viennent des zones à l'est de la ligne Curzon qui sont tombées aux mains de l' Union soviétique. Dans la période qui suit, la majeure partie de la population allemande est expulsée de l'arrondissement.

## Évolution de la démographie
| Année | Habitants | Source |
| ----- | --------- | ------ |
| 1795  | 22 395    | [ 4 ]  |
| 1819  | 21 734    | [ 5 ]  |
| 1846  | 31 821    | [ 6 ]  |
| 1871  | 33 277    | [ 7 ]  |
| 1885  | 33 630    | [ 8 ]  |
| 1900  | 31 584    | [ 9 ]  |
| 1910  | 33 067    | [ 9 ]  |
| 1925  | 33 991    | [ 10 ] |
| 1939  | 38 742    | [ 10 ] |

## Administrateurs de l'arrondissement
1742–175400Ludwig Conrad von Schweinitz (de)
1754–175900von Tschammer
1759–176300Hans Friedrich Gottlob von Kreckwitz (de)
1764–179500Heinrich Ferdinand Wilhelm von Nickisch und Roseneck (de)
1795–180000Carl George Friedrich von Seidl (de)
1800–182100Ernst Heinrich Gottlieb von Nickisch und Roseneck (de)
1821–182800Sigismund von Nickisch
1828–184000Sigismund von Schweinitz, auf Klein-Krichen
1840–184200von Schmettau
1842–186600Julius Bieß
1866–187600Julius von Rother (de)
1876–188600Ernst Louis von Uechtritz und Steinkirch (de)
1886–189900Johann von Dallwitz
1899–190600Georg von Tschammer und Quaritz
1906–191500Wilhelm von Lieres und Wilkau (de)
19150000000Walter vom Hove (de)
1915–191900von Lucke
1919–193300Hermann von Stosch
1933–194200August Pfeiffer
19420000000Möllenhoff
19430000000Pawlowski
1943–194500Friedrich Bourwieg

## Constitution communale
Depuis le XIXe siècle, l'arrondissement de Lüben est divisé en villes, en communes et en districts de domaine. Avec l'introduction de la loi constitutionnelle prussienne sur les communes du 15 décembre 1933 ainsi que le code communal allemand du 30 janvier 1935, le principe du leader est appliqué au niveau municipal. Une nouvelle constitution d'arrondissement n'est plus créée; Les règlements de l'arrondissement pour les provinces de Prusse-Orientale et Occidentale, de Brandebourg, de Poméranie, de Silésie et de Saxe du 19 mars 1881 restent applicables.

## Communes
L'arrondissement de Lüben comprend pour la dernière fois trois villes et 58 communes  :
| - Alt Raudten - Barschau - Brauchitschdorf - Braunau - Brodelwitz - Buchwald - Buchwäldchen - Eisemost - Fauljoppe - Friedrichswalde - Fuchsmühl - Gaffron - Gläsersdorf - Groß Heinzendorf - Groß Kotzenau - Groß Krichen | - Groß Rinnersdorf - Gugelwitz - Herbersdorf - Herzogswaldau - Jakobsdorf - Jauschwitz - Kaltwasser - Klaptau - Klein Krichen - Kniegnitz - Koslitz - Kotzenau, ville - Kriegheide - Krummlinde - Lerchenborn - Lüben, ville | - Mallmitz - Michelsdorf - Mlitsch - Muckendorf - Mühlrädlitz - Neudorf - Neuhammer - Neurode - Ober Dammer - Ober Gläsersdorf - Oberau - Ossig - Parchau - Petersdorf - Petschkendorf - Pilgramsdorf | - Polach - Queißen - Raudten, ville - Reichen - Sabitz - Schwarzau - Seebnitz - Spröttchen - Talbendorf - Töschwitz - Würtsch-Helle - Zedlitz - Ziebendorf |

Le district forestier inhabité de Klein Kotzenau appartient également à l'arrondissement. En 1938, les communes suivantes perdent leur indépendance :
| - Altstadt le 21 septembre 1922 à Luben - Dittersbach, le 30 septembre 1928 à Herzogswaldau - Guhlau, le 5 novembre 1923 à Luben - Gühlichen, le 1er août 1923 à Lüben - Hummel le 30 septembre 1928 à Gläsersdorf - Klein Rinnersdorf, le 1er avril 1938 à Eisemost - Lubenwalde, le 1er avril 1938 à Ober Gläsersdorf - Neuguth, le 1er avril 1938 à Groß Heinzendorf - Nieder Glasersdorf, le 30 septembre 1928 à Gläsersdorf - Samitz, le 1er avril 1923 à Luben - Wengeln, le 1er avril 1928 à Jakobsdorf |